# 바그라투니 왕조
바그라투니 왕조(아르메니아어: Բագրատունի)는 약 885년부터 1045년까지 중세 아르메니아 왕국을 다스린 아르메니아의 왕가였다. 본래 고대 아르메니아 왕국의 봉신으로 시작하여 아랍의 아르메니아 통치 기간 동안 아르메니아에서 가장 유력 가문으로 떠올라 마침내 독립한 왕국을 세우기에 이르렀다. 또 여러 학자들은 이 가문이 조지아의 왕가인 바그라티오니 가문의 선조였을 것으로 추정한다.

## 같이 보기
- 바스푸라칸
- 바그라티오니 왕조